# Pasi Ronkainen
Pasi Ronkainen ist ein ehemaliger finnischer Skispringer.
In seiner ersten und einzigen Weltcup-Saison 1979/80 erreichte er insgesamt elf Weltcup-Punkte und stand damit am Ende der Saison gemeinsam mit Dag Holmen-Jensen, Vasja Bajc, Walter Malmquist und Jeff Davis auf dem 64. Platz in der Weltcup-Gesamtwertung.

## Erfolge

### Weltcup-Platzierungen
| Saison  | Platz | Punkte |
| ------- | ----- | ------ |
| 1979/80 | 64.   | 11     |